# Pilea simplex
Pilea simplex är en nässelväxtart som beskrevs av Ignatz Urban. Pilea simplex ingår i släktet pileor, och familjen nässelväxter. Inga underarter finns listade i Catalogue of Life.